# Nerax subchalybeus
Nerax subchalybeus là một loài ruồi trong họ Asilidae. Nerax subchalybeus được Bromley miêu tả năm 1928. Loài này phân bố ở vùng Tân nhiệt đới.